# Конро (Техас)
Конро́ (англ. Conroe) — город в США, расположенный на востоке штата Техас, административный центр округа Монтгомери. Является частью метрополитенского ареала Большой Хьюстон. По данным переписи за 2010 год число жителей составляло 56 207 человек, по оценке Бюро переписи США в 2015 году в городе проживало 68 602 человека.

## История
Город был назван в честь кавалериста Союза и деревообработчика из Хьюстона Исаака Конро, который основал лесопилку на месте будущего города в 1881 году. Изначально древесина и нефть являлись основными источниками дохода в городе. Новый город назывался Конрос-Свитч, большой спрос на росшую в регионе сосну обеспечивал большой приток жителей.
В течение 1930-х годов из-за нефтяных доходов город на короткое время стал лидером по числу миллионеров на душу населения. 24 августа 1955 года на стадионе старшей школы выступал Элвис Пресли. После завершения строительства автомагистрали I-45 в город начали переселяться жители Хьюстона.
В начале XXI века власти города предоставили финансовые стимулы строительным фирмам, и как результат город стал активно застраиваться новыми домами, спровоцировав ещё больший рост.
В 2012 году бюро переписи США выделила область вокруг Конро и Те-Вудлендс в «большую урбанизированную транзитную зону» (англ. large urbanized transit area) — регион, в котором проживает более 200 000 жителей. Данное определение позволило региону получить федеральные средства на развитие транспорта.

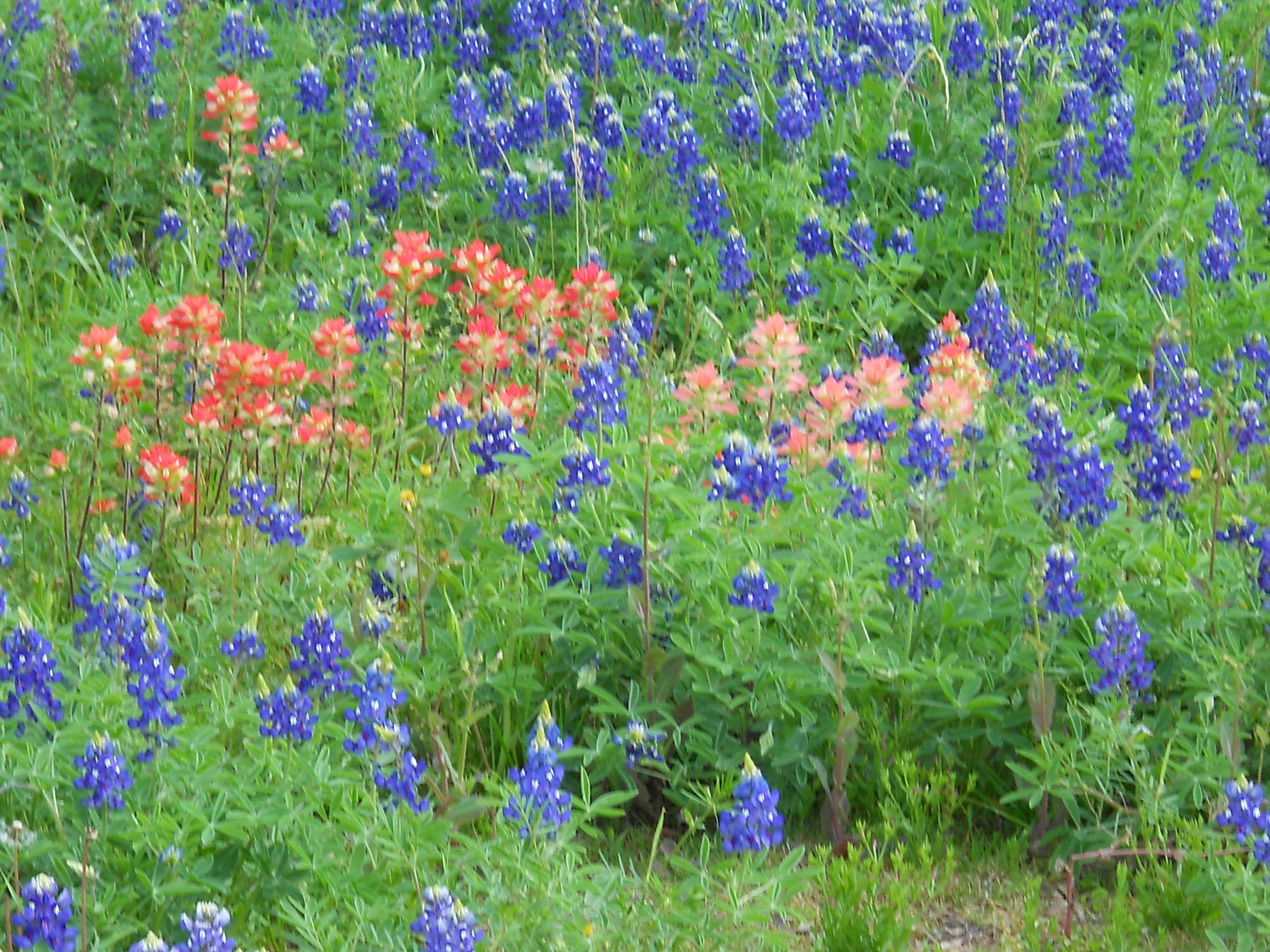
Цветы весной в парке Lone Star Monument and Historical Flag Park в Конро

## География
Конро находится на северо-востоке округа, его координаты: 30°18′58″ с. ш. 95°28′12″ з. д..
Согласно данным бюро переписи США, площадь города составляет 137,7 квадратных километров, из которых примерно 136,5 занято сушей, а 1,2 — водное пространство.

### Климат
Согласно классификации климатов Кёппена, в Конро преобладает влажный субтропический климат.
| Показатель                    | Янв. | Фев. | Март | Апр. | Май   | Июнь  | Июль | Авг. | Сен. | Окт.  | Нояб. | Дек.  | Год    |
| ----------------------------- | ---- | ---- | ---- | ---- | ----- | ----- | ---- | ---- | ---- | ----- | ----- | ----- | ------ |
| Абсолютный максимум, °C       | 28   | 32   | 35   | 36   | 37    | 40    | 42   | 42   | 40   | 37    | 34    | 31    | 42     |
| Средний суточный максимум, °C | 16,3 | 18,1 | 22,1 | 25,8 | 29,5  | 32,4  | 33,9 | 34,5 | 31,8 | 27,1  | 21,4  | 16,9  | 25,8   |
| Средняя температура, °C       | 10,4 | 12,1 | 15,7 | 19,4 | 23,6  | 26,7  | 28,1 | 28,2 | 25,2 | 20,4  | 15,1  | 10,9  | 19,7   |
| Средний суточный минимум, °C  | 4,4  | 5,9  | 9,3  | 13   | 17,7  | 21    | 22,3 | 22   | 18,7 | 13,8  | 8,7   | 5     | 13,5   |
| Абсолютный минимум, °C        | −15  | −16  | −7   | −1   | 4     | 12    | 15   | 13   | 6    | −1    | −6    | −12   | −16    |
| Норма осадков, мм             | 96,5 | 83,8 | 81,3 | 68,6 | 124,5 | 142,2 | 86,4 | 83,8 | 96,5 | 132,1 | 134,6 | 101,6 | 1231,9 |
| Источник: weatherbase.com     |      |      |      |      |       |       |      |      |      |       |       |       |        |

## Население
Согласно переписи населения 2010 года в городе проживало 56 207 человек, было 20 017 домохозяйств и 13 086 семей. Расовый состав города: 69,7 % — белые, 10,3 % — афроамериканцы, 1,2 % — коренные жители США, 1,8 % — азиаты, 0,0 % (23 человека) — жители Гавайев или Океании, 13,7 % — другие расы, 3,2 % — две и более расы. Число испаноязычных жителей любых рас составило 38,5 %.
Из 20 017 домохозяйств, в 33,1 % входят дети младше 18 лет. 45 % домохозяйств представляли собой совместно проживающие супружеские пары (21,2 % с детьми младше 18 лет), в 14,5 % домохозяйств женщины проживали без мужей, в 5,8 % домохозяйств мужчины проживали без жён, 34,6 % домохозяйств не являлись семьями. В 27,9 % домохозяйств проживал только один человек, 8,9 % составляли одинокие пожилые люди (старше 65 лет). Средний размер домохозяйства составлял 2,42 человека. Средний размер семьи — 3,05 человека.
Население города по возрастному диапазону распределилось следующим образом: 29,4 % — жители младше 20 лет, 33 % находятся в возрасте от 20 до 39, 26,6 % — от 40 до 64, 10,9 % — 65 лет и старше. Средний возраст составляет 31,5 года.
Согласно данным опросов пяти лет с 2010 по 2014 годы, средний доход домохозяйства в Конро составляет 46 109 долларов США в год, средний доход семьи — 53 856 долларов. Доход на душу населения в городе составляет 23 362 долларов. Около 16,6 % семей и 20,4 % населения находятся за чертой бедности. В том числе 28,6 % в возрасте до 18 лет и 9,4 % в возрасте 65 и старше.

## Местное управление
Управление городом осуществляется мэром и городским советом из пяти членов, один из которых является заместителем мэра. Помимо городского совета и мэра, жители Конро выбирают судью муниципального суда.
Остальные ключевые должности являются назначаемыми, в том числе:
- городской администратор
- городской секретарь
- городской адвокат
- помощник администратора/финансовый директор
- начальник полиции
- начальник противопожарной службы
- директор парков и зон отдыха
- исполнительный директор служб инфраструктуры
- начальник отдела кадров
- исполнительный директор корпорации Конро по индустриальному развитию

## Инфраструктура и транспорт
Через город проходят межштатная автомагистраль I-45, а также автомагистрали штата Техас под номерами 75, 105 и кольцевая автомагистраль штата 336.
В 2015 году в городе было запущено внутреннее автобусное сообщение, за которое отвечает служба Conroe Connection.
В городе находится региональный аэропорт Конро и Северного Хьюстона. Аэропорт располагает двумя взлётно-посадочными полосами длиной 2286 и 1524 метров. Ближайшими аэропортами, выполняющими коммерческие пассажирские рейсы, являются Хьюстон Интерконтинентал Джорджа Буша и Аэропорт Уильяма Хобби в Хьюстоне.

## Образование

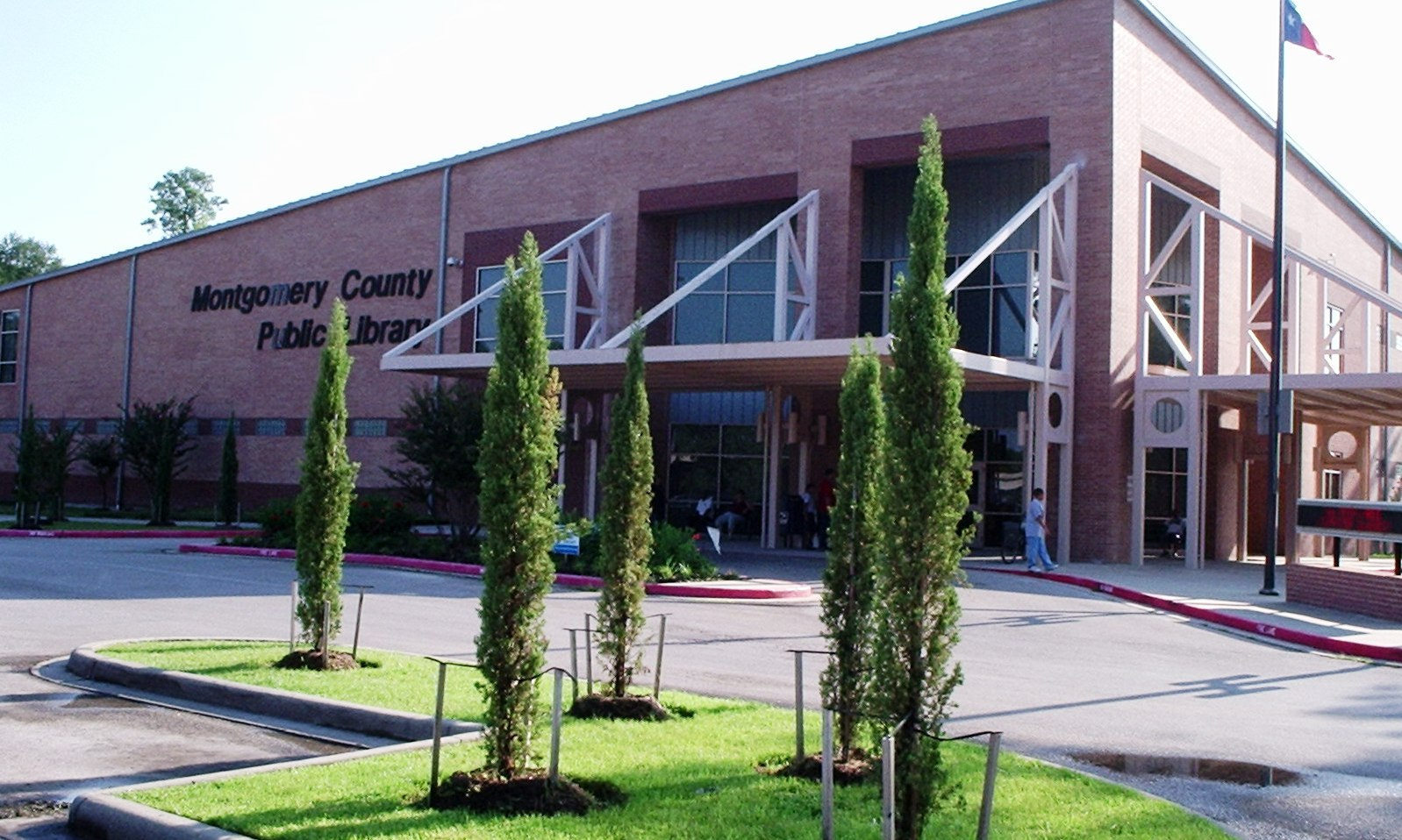
Филиал библиотеки округа Монтгомери

Основная часть города обслуживается независимым школьным округом Конро, небольшая часть на севере города — независимым школьным округом Уиллис. В городе действуют четыре частные христианские школы: Sacred Heart Catholic School, Covenant Christian School, Lifestyle Christian School и Montgomery Christian Academy.
Высшее образование жители города могут получить в отделениях колледжа Lone Star: Lone Star College-Montgomery и университетском центре LSC.
В городе находится филиал библиотеки округа Монтгомери.

## Экономика

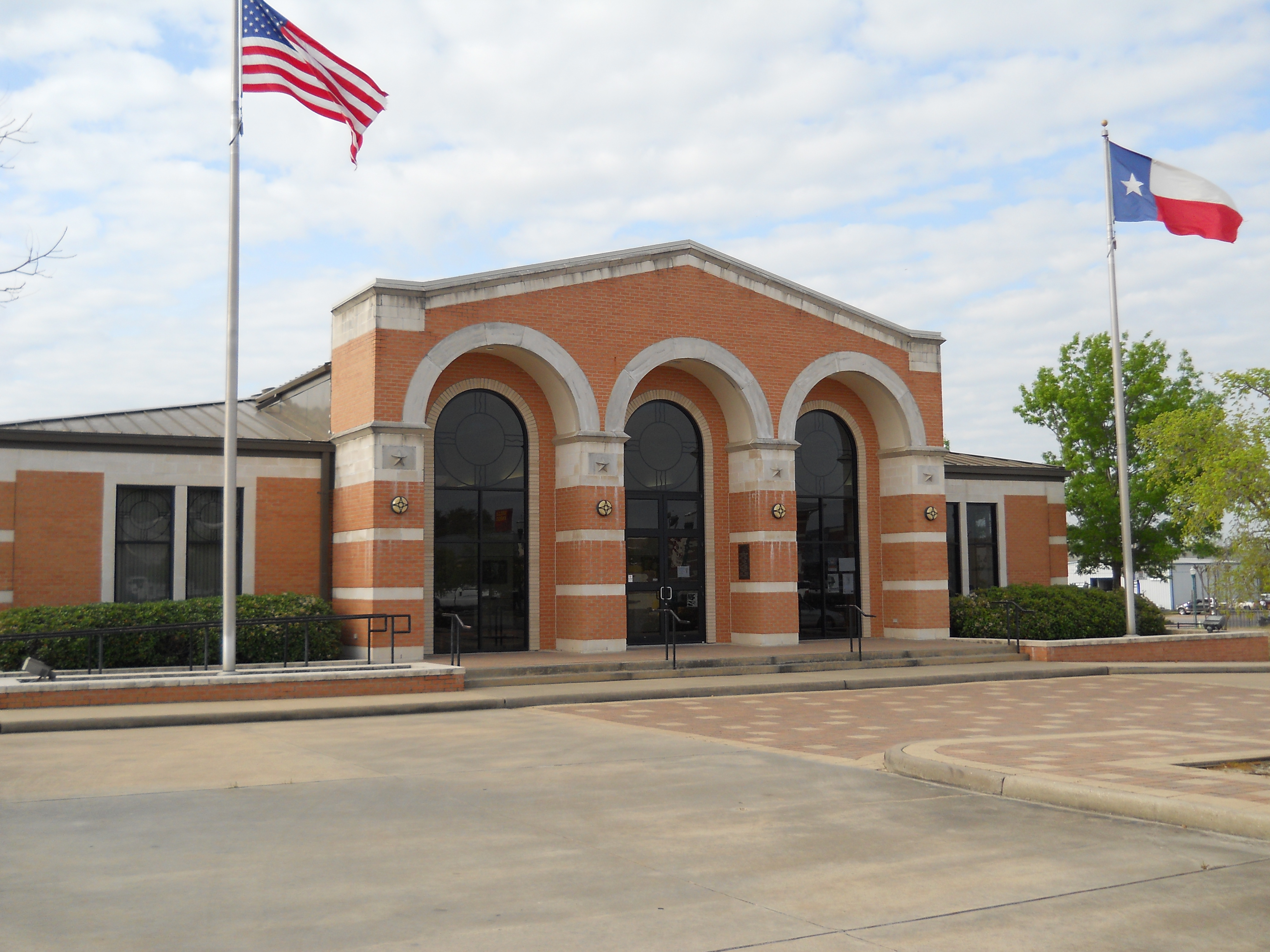
Торговая палата города

Согласно финансовому отчёту города за 2015 год, доходы города в 2015 году составили $77,4 млн, расходы — $99,1 млн, город владел активами на $88,8 млн, в том числе $73,4 млн в инвестициях, обязательства составляли $14,9 млн. Крупнейшими работодателями в городе являются:
| Работодатель                           | Число работников |
| -------------------------------------- | ---------------- |
| Независимый школьный округ Конро       | 6403             |
| Округ Монтгомери                       | 1998             |
| Региональный медицинский центр Конро   | 1300             |
| National Oilwell Varco — Reed Hycalog  | 647              |
| Город Конро                            | 538              |
| Consolidated Communications of Texas   | 433              |
| Walmart                                | 408              |
| National Oilwell Varco — Fluid Control | 375              |
| Professional Directional               | 266              |
| Tri-County Services Inc.               | 255              |

## Отдых и развлечения

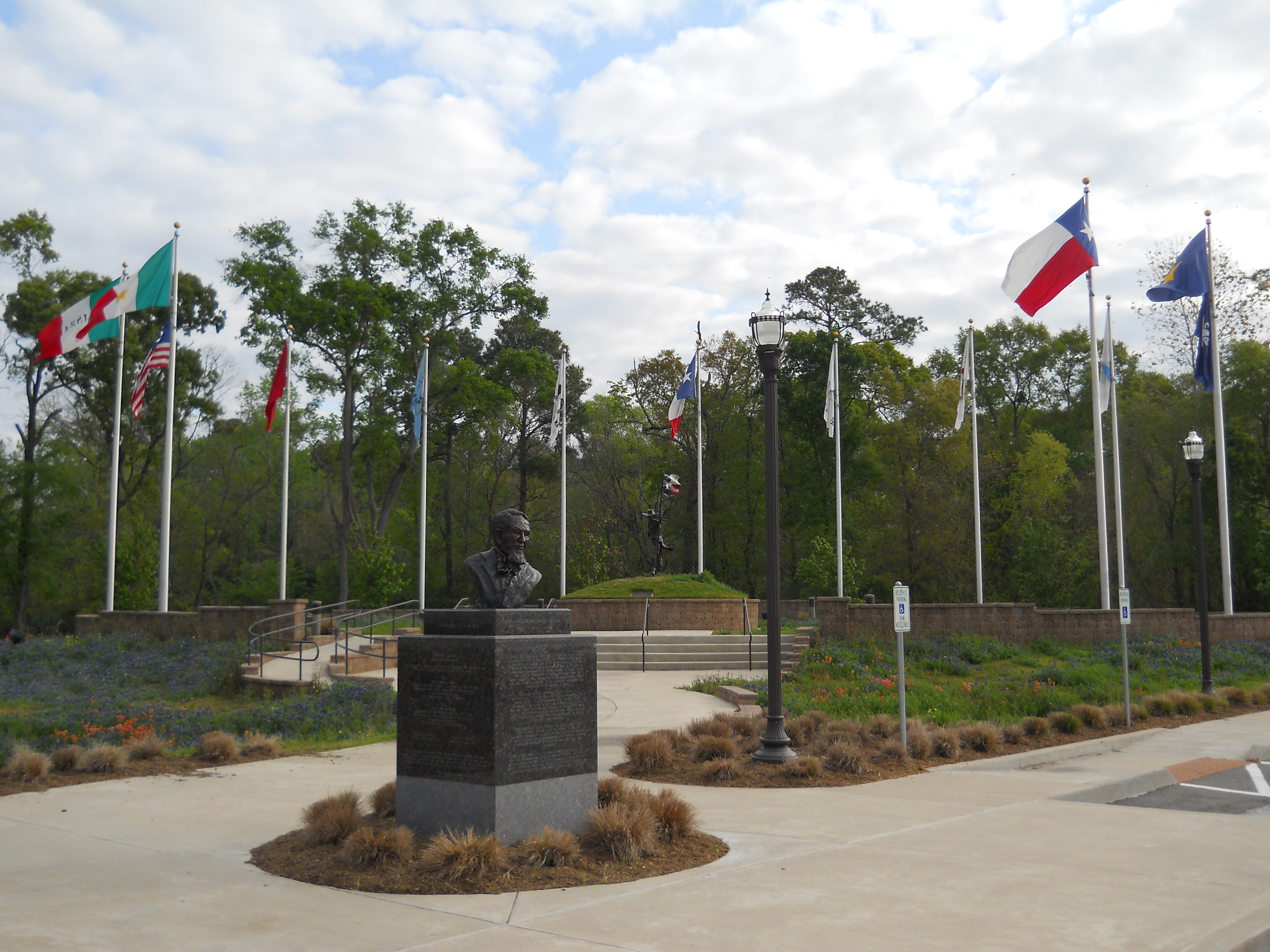
Парк Lone Star Monument and Historical Flag

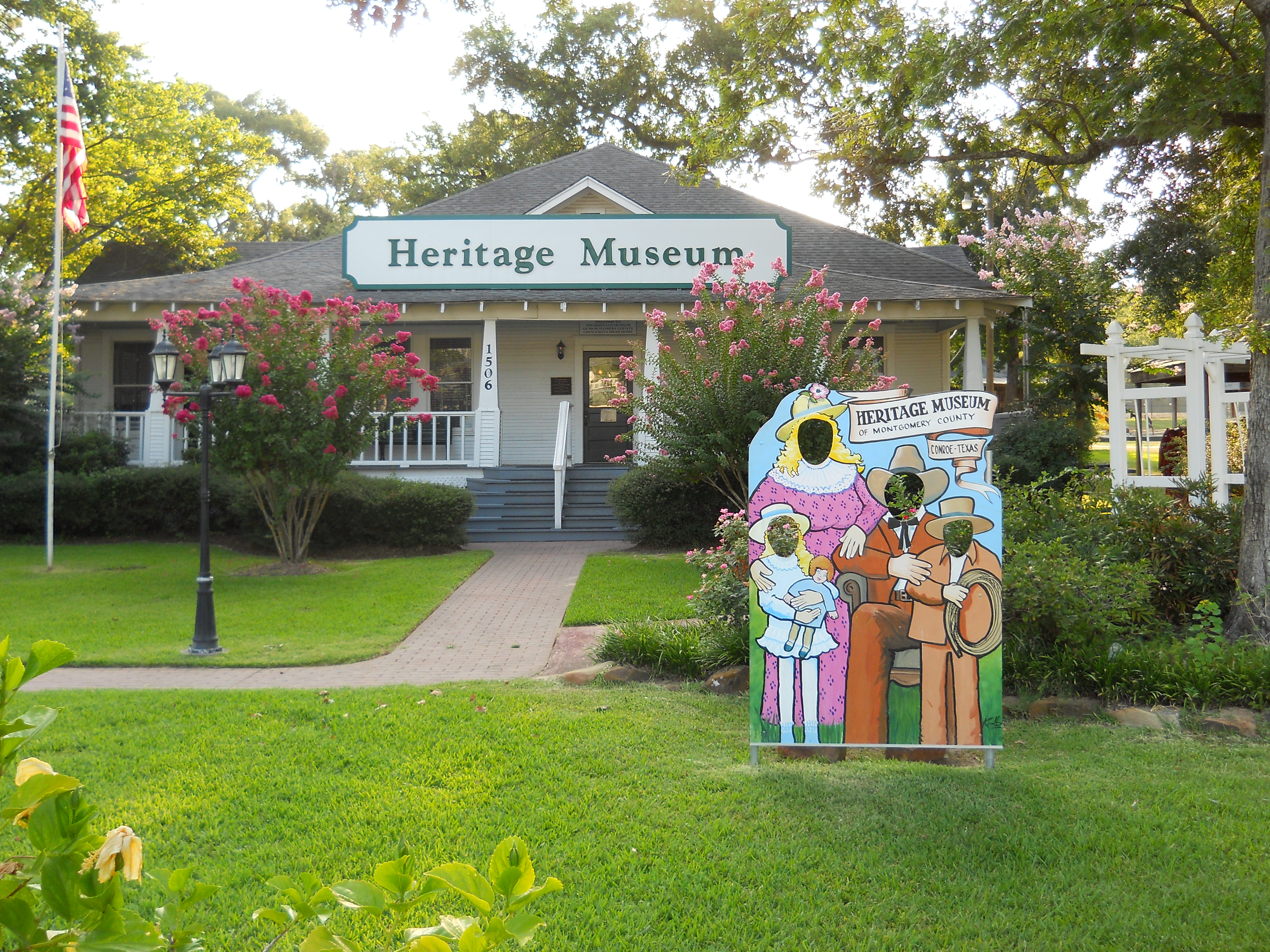
Музей истории округа Монтгомери

На северо-востоке города и за его пределами находится водохранилище Конро, являющееся местом многих культурных и развлекательных мероприятий круглый год.
В Конро находится несколько парков. Крупнейший из них — Парк Кенди Кейн, в котором располагается музей истории округа Монтгомери